# Maria Mitchell

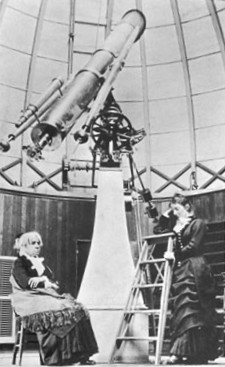
Maria Mitchell met haar telescoop

Maria Mitchell (Nantucket, 1 augustus 1818 – Lynn (Massachusetts), 28 juni 1889) was een Amerikaans astronoom die in 1847 met behulp van een telescoop een komeet ontdekte. Deze komeet werd later bekend als 'Miss Mitchell's komeet'. Mitchell was de eerste vrouwelijke professionele astronoom.
Ze ontving van koning Frederik VI van Denemarken een gouden medaille voor haar ontdekking. Op deze medaille stond de Latijnse inscriptie "Non Frustra Signorum Obitus Speculamur et Ortus" (in het Nederlands "Niet tevergeefs slaan we de opkomst en ondergang van de sterren gade").

## Jeugd
Maria Mitchell werd op 1 augustus 1818 geboren in Nantucket, Massachusetts. Ze had negen broers en zusters. Haar ouders, William Mitchell en Lydia Coleman Mitchell, waren Quakers. Mitchell werd geboren in een gemeenschap die voor die tijd vrij uitzonderlijk omging met gelijke rechten voor vrouwen. Haar ouders vonden – net als andere Quakers – onderwijs belangrijk. Ze stonden erop om Mitchell hetzelfde onderwijs te geven dat jongens gewoonlijk ontvingen. Een van de pijlers van de Quaker-religie was de intellectuele gelijkheid tussen beide seksen. Daarna zorgde het belang van de walvisvaart voor Nantucket ervoor dat de echtgenotes van zeemannen voor maanden, en soms jaren, achtereen verantwoordelijk waren voor het reilen en zeilen van gezinszaken terwijl hun eega's op zee waren. Hierdoor waren de vrouwen van Nantucket behoorlijk onafhankelijk en zelfstandig.
Mitchell ging naar de North Grammar school waar haar vader William de directeur was. Toen Maria elf was stichtte haar vader zijn eigen school aan Howard Street in Nantucket. Maria ging vervolgens daar naar school en hielp haar vader als klasse-ondersteuner. Thuis onderwees hij haar in de astronomie waarbij ze zijn persoonlijke telescoop gebruikten. Toen Mitchell nog geen dertien was, hielp ze haar vader bij het berekenen van het precieze moment van een zonsverduistering.
Na het sluiten van haar vader's school ging Mitchell naar Cyrus Peirce's school voor jonge vrouwen. Ook voor Peirce werkte ze als een klasse-ondersteuner, totdat ze haar eigen school opende in 1835. Ze besloot dat ook niet-blanke kinderen haar school mochten bezoeken; een controversieel besluit omdat de lokale openbare school in die tijd nog gesegregeerd was. Later - tijdens haar positie als hoogleraar aan Vassar College - heeft Mitchell altijd hard geijverd voor het recht van meisjes en vrouwen om te mogen en kunnen studeren. Een jaar later werd haar de baan aangeboden als eerste bibliothecaris in het Atheneum van Nantucket. Ze werkte hier meer dan twintig jaar. Ze kon die baan combineren met astronomische waarnemingen.

## De ontdekking van Miss Mitchell's komeet
Met behulp van een telescoop ontdekte Mitchell op 1 oktober 1847 om 22.30 "Miss Mitchell's komeet" (Komeet 1847 VI, de moderne aanduiding is C/1847 T1). Een paar jaar eerder had koning Frederik VI van Denemarken gouden medailles als prijs uitgeloofd aan iedereen die een 'telescopische komeet' zou ontdekken (een komeet die te zwak was om met het blote oog waar te nemen) De prijs zou worden toegekend aan de 'eerste ontdekker' van een dergelijke komeet. Kometen werd in die tijd vaak door meerdere personen onafhankelijk van elkaar ontdekt. Mitchell won een van die prijzen. Ze werd er wereldberoemd mee, ook omdat voor haar slechts twee vrouwen een komeet hadden ontdekt:  Maria Margarethe Winckelmann (1670-1720) en Caroline Herschel (1750-1848).
Er speelde korte tijd nog de vraag wie deze komeet als eerste had ontdekt. Jezuïeten-priester en astronoom Francesco de Vico had namelijk onafhankelijk van Mitchell dezelfde komeet ontdekt. Hij had de ontdekking echter eerder aangemeld bij de Europese autoriteiten. Het vraagstuk werd echter opgelost ten faveure van Mitchell. De prijs werd in 1848 toegekend door de nieuwe koning Christiaan VIII.

## Wetenschap
Door haar ontdekking van de komeet kreeg zij kans op een wetenschappelijke carrière. Mitchell was de eerste vrouw die in 1848 verkozen werd tot Fellow van de American Academy of Arts and Sciences en in 1850 van de American Association for the Advancement of Science.  Mitchell was ook de eerste vrouw die in 1869 werd verkozen in de American Philosophical Society. Bij dezelfde bijeenkomst werden ook astronoom en wiskundige Mary Somerville en filosofe Elizabeth Cabot Agassiz verkozen. Mitchell werkte ook als rekenaarster voor het United States Naval Observatory om de tabellen met de posities van Venus te berekenen. Mitchell reisde samen met Nathaniel Hawthorne en zijn gezin in Europa rond.
In 1865 werd Mitchell hoogleraar in de astronomie aan het opgerichte Vassar College, ze was de eerste persoon die als hoogleraar werd benoemd. Vassar was in 1861 opgericht door Matthew Vassar en in de zomer van 1865 opende het Vassar Observatorium als eerste gebouw van de nieuwe privé-universiteit. Mitchell werd ook aangesteld als directeur van het Vassar College Observatorium. Na enige tijd aan Vassar lesgegeven te hebben, ontdekte ze dat ze - ondanks haar reputatie en ervaring - minder verdiende dan vele van haar jongere mannelijke collega's. Ze eiste een salarisverhoging en ontving deze ook. Ze gaf les aan Vassar College tot aan haar pensioen in 1888, een jaar voor haar dood.
In 1842 deed ze afstand van het Quaker-geloof en volgde de beginselen van het unitarisme. Uit protest tegen slavernij stopte ze met het dragen van kleding van katoen uit het zuiden van Amerika. Ze was bevriend met verschillende suffragettes zoals Elizabeth Cady Stanton. Ze was mede-oprichtster van de American Association for the Advancement of Women.

## Privéleven
Mitchell is nooit getrouwd, maar bleef nauw betrokken bij haar familieleden. Nadat ze met pensioen ging van Vassar in 1888 woonde ze met haar zus Kate en haar gezin in Lynn (Massachusetts). Er zijn maar weinig persoonlijke documenten van Mitchell bewaard gebleven van voor 1846. Volgens haar familieleden verbrandde ze privé-documenten om ze op die manier ook echt privé te houden.

## Eerbetoon
- Mitchell overleed op 28 juni 1889 op zeventigjarige leeftijd in Lynn (Massachusetts). Ze ligt begraven op de Prospect Hill begraafplaats in Nantucket.[12]
- Het Maria Mitchell Observatorium in Nantucket is naar haar vernoemd.[13] Het observatorium maakt deel uit van de Maria Mitchell Association in Nantucket die als doel heeft de wetenschappen op het eiland te behouden. Het beheert het Natural History Museum, het museum in Maria Mitchell's huis en de wetenschappelijke bibliotheek.
- Mitchell werd ook postuum opgenomen in de Amerikaanse Women's Hall of Fame. Verder gaf ze haar naam aan het Libertyschip de SS Maria Mitchell die in de Tweede Wereldoorlog voer.
- Er is in de staat New York's ook een trein van Metro-North Railroad die ter ere van Mitchell de Maria Mitchell Comet is genoemd.
- Op 1 augustus 2013 was de doodle van de Google zoekmachine aan Mitchell gewijd; het beeldde haar af als in stripvorm boven op een dak terwijl ze met een telescoop op zoek was naar kometen.[14][15][16]

- Bibliothèque nationale de France: cb144963503 (data)
- CiNii: DA02319353
- Gemeinsame Normdatei: 117579130
- International Standard Name Identifier: 0000 0000 8099 2716
- Library of Congress Control Number: n50033397
- Nationale Bibliotheek van Tsjechië: xx0247068
- Nationale Bibliotheek van Israël: 987007435385905171
- Nederlandse Thesaurus van Auteursnamen: 190000791
- SNAC: w6621sf3
- Système universitaire de documentation: 066860326
- Virtual International Authority File: 19910479
- WorldCat: E39PBJgMB7cQXbv9YQkHd8gHYP